# Poul Bassett
Paul Kurt "Poul" Bassett (født 17. december 1928) er en canadisk tidligere fodboldspiller, der spillede som angriber. Han havde en lang karriere i Danmark og spillede i 1960 Europa Cuppen, hvor han scorede 1 mål, for Boldklubben 1909.  Han blev født i Saskatchewan, Canada.